# Fansipan
Le Fansipan (orthographes alternatives Phan Xi Păng, Fan Si Pan, Phan Xi Phăng ou Phan Si Păng), culminant à 3 143 m, est une montagne située dans la province de Lào Cai, au Nord-Ouest du Việt Nam. Appelée le toit du Việt Nam, elle est le point culminant de l'Indochine.

## Géographie

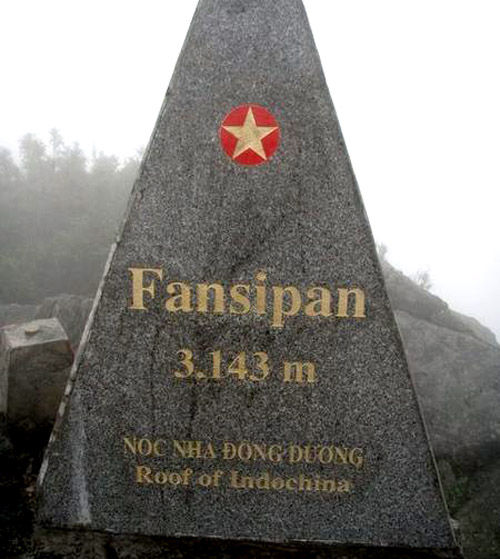
Stèle au sommet du Fansipan.

Le Fansipan fait partie de la chaîne de montagnes Hoàng Liên Sơn et est situé à 9 km au sud-ouest de la ville de Sa Pa.
Ses environs, pourtant situés en zone tropicale, bénéficient avec l'altitude d'un climat tempéré toute l'année (microclimat) sur une zone d'environ 150 km2. La neige y est rare. En revanche, le brouillard y est très fréquent, et les pluies y sont très fortes. L'amplitude thermique est plus forte en comparaison des autres régions du Viêt Nam. Cette très petite zone bénéficie de 4 saisons : printemps, été, automne, hiver, contrairement au nord du Vietnam qui connaît la période tropicale sèche et la période tropicale humide, où la température la plus froide descend rarement en dessous de 15 degrés.

## Histoire
Au temps de l'Indochine française, la région était un lieu de villégiature et de repos pour les Européens, qui y possédaient parfois des villas.